# Бензен
Бензен (тривијални назив: бензол), молекулске формуле , најједноставнији је ароматични угљоводоник. Открио га је Мајкл Фарадеј 1825. године. Основно једињење велике групе органских ароматичних једињења - арена. То је безбојна течност карактеристичног мириса и мале вискозности, густина 0,885 g/cm³, тачка топљења 5,5&nbsp;°C, тачка кључања 80,2&nbsp;°C. Гори светлим и јако чађавим пламеном. Отрован је и канцероген и у течном и у гасовитом стању. Добија се при сувој дестилацији угља у коксарама, на подручју некадашње Југославије у Лукавцу и Зеници. Знатне количине се производе и синтетички, каталитичким крековањем алифатичних и нафтенских угљоводоника. У свету је 1975. године произведено 8,92 милиона тона. Употребљава се у хемијској индустрији као растварач, средство за екстракцију и као сировина за друге производе.

## Бензенов прстен
Бензенов прстен је шесточлани прстен који образују атоми угљеника у структури молекула угљоводоника бензола. Основни је структурни састојак органских ароматичних једињења. Слободни електронски парови угљеника у прстену су делокализовани и изнад и испод равни прстена граде делокализоване електронске облаке. Оваква структура је хемијски веома постојана па су једињења која поседују бензенов прстен, и поред постојања незасићених веза, претежно дезактивирана за реакцију адиције. Прстен је пак подложан електрофилном нападу односно електрофилној ароматичној супституцији при којој се очувава ароматичност (посебна пажња се обраћа на редослед увођења супституената због њихових дирекционих утицаја). Добијени деривати имају широку примену.

## Историја

### Откриће
Реч „бензен” је изведена из „гуменог бензоина” (бензоинске смоле), ароматичне смоле коју су европски фармацеути и парфемери познају од 16. века као производ из југоисточне Азије. Један кисели материјал је изведен из бензоина сублимацијом и назван „цветови бензоина”, или бензојевa киселинa. Угљоводоници који су добијени из бензојеве киселине тако су добили име бензин, бензол или бензен. Мајкл Фарадej је први изоловао и идентификовао бензен 1825. године из уљаног остатка добијеног из производње илуминирајућег гаса, и дао му име бикарбурет водоника. Године 1833, Ајлхард Мичерлих га је произвео дестилацијом бензојеве киселине (из гуменог бензоина) и кречњака. Он је назвао то једињење бензин. Године 1836, француски хемичар Аугуст Лоран је ову супстанцу назвао „фен” (фр. phène); та реч је постала корен енглеске речи „фенол”, који је хидроксиловани бензен, и „фенил”, радикал настао апстракцијом атома водоника (слободни радикал H•) из бензена.
Године 1845, Чарлс Мансфилд, радећи под фон Хофманом, изоловао је бензен из каменоугљене смоле. Четири године касније, Мансфилд је почео прву производњу бензена индустријских размера, користећи метод базиран на каменоугљеној смоли. Постепено се развио осећај међу хемичарима да су бројне друге супстанце хемијски сродне са бензеном, и да сачињавају засебну хемијску фамилију. Године 1855, Хофман је користио реч „ароматичан” за описивање тих породичних односа, јер је то карактеристично својство многих чланова те породице. Године 1997, бензен је детектован у дубоком свемиру.